# Bourreria microphylla
Bourreria microphylla är en strävbladig växtart som beskrevs av August Heinrich Rudolf Grisebach. Bourreria microphylla ingår i släktet Bourreria och familjen strävbladiga växter. Inga underarter finns listade i Catalogue of Life.